# Bernardo José de Abrantes e Castro
Bernardo José de Abrantes e Castro (Santa Marinha (Seia), 1771 — Lisboa, 14 de novembro de 1833) foi um médico, diplomata e jornalista português. Fundador de O Investigador Português em Inglaterra  (1811-1819), juntamente com José Liberato e Pedro Nolasco da Cunha. Pertenceu à maçonaria.

## Biografia
Formou-se em Medicina na Universidade de Coimbra, vindo a tornar-se médico da Real Câmara e físico-mor do reino.
Em 1809, foi detido pela Inquisição sob as acusações de jacobinismo e de pertença à Maçonaria.
Posteriormente tornou-se embaixador de Portugal em Londres, onde fundou, juntamente com o Vicente Pedro Nolasco Pereira da Cunha, o periódico político O Investigador Portuguez em Inglaterra ou Jornal Literário, Político, Etc., que circulou entre 1811 e 1819. Esse periódico também compôs os chamados Jornais de Londres.
Além de redator de O Investigador Portuguez, foi autor de diferentes opúsculos políticos.